# Lipschitzkontinuitet

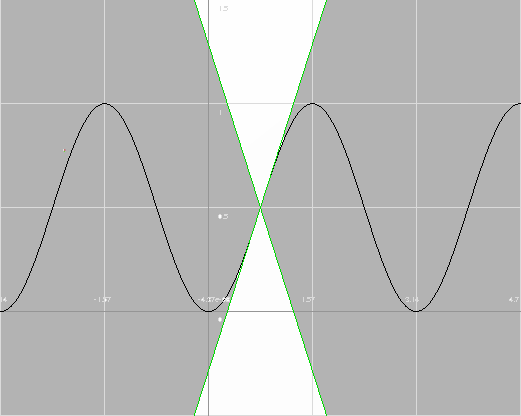
Bild av en Lipschitzkontinuerlig funktion som innesluts av två koner. Eftersom det går att placera konernas skärningspunkt var som helst på funktionen utan att någon del av funktionen hamnar i det vita området, är den Lipschitzkontinuerlig.

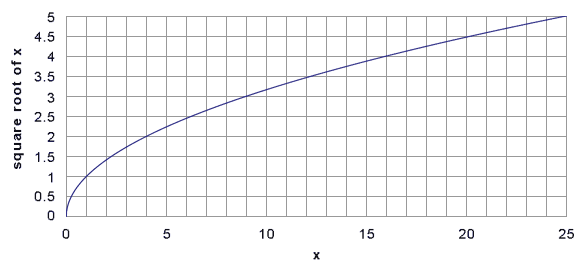
Funktionen på intervallet [0,1] är inte Lipschitzkontinuerlig eftersom lutningen är obegränsad när x närmar sig 0.

Lipschitzkontinuitet är ett villkor inom matematisk analys utvecklat av och namngett efter den tyske matematikern  Rudolf Otto Sigismund Lipschitz. Grafiskt kan villkoret ses som ett ”mjukhetsvillkor” för funktioner, där funktionens lutning måste vara begränsad i alla punkter för att uppfylla villkoret.
Begreppet Lipschitz-kontinuitet ligger mellan begreppen  kontinuitet och deriverbarhet. En deriverbar funktion är alltid Lipschitzkontinuerlig, och en Lipschitzkontinuerlig funktion är alltid kontinuerlig. Dock gäller inte omvändningen. En kontinuerlig funktion behöver inte vara Lipschitzkontinuerlig, samtidigt som en Lipschitzkontinuerlig funktion inte behöver vara deriverbar.

## Definitioner
Givet två metriska rum {\displaystyle (X,d_{X})} och {\displaystyle (Y,d_{Y})}, där {\displaystyle d_{X}} är avståndsfunktionen för mängden {\displaystyle X} och {\displaystyle d_{Y}} avståndsfunktionen för {\displaystyle Y}, kallas en funktion {\displaystyle f:X\to Y} Lipschitzkontinuerlig om det existerar en reell konstant {\displaystyle k\geq 0} sådan att för alla {\displaystyle x,y\in X},
{\displaystyle d_{Y}(f(x),f(y))\leq kd_{X}(x,y)}.

### Lipschitzkontinuitet i en variabel
Funktionen {\displaystyle f:\mathbb {R} \rightarrow \mathbb {R} } är Lipschitzkontinuerlig på  intervallet {\displaystyle I} om det finns en lipschitzkonstant {\displaystyle k\geq 0} sådan att för alla för alla {\displaystyle x,y\in I} så gäller {\displaystyle |f(x)-f(y)|\leq k|x-y|}. 

### Lipschitzkontinuitet i flera variabler
Funktionen {\displaystyle f:\mathbb {R} ^{m}\rightarrow \mathbb {R} ^{n}} är Lipschitzkontinuerlig på  mängden {\displaystyle I} om det finns en lipschitzkonstant {\displaystyle k\geq 0} sådan att för alla {\displaystyle {\vec {x}},{\vec {y}}\in I} så gäller {\displaystyle |f({\vec {x}})-f({\vec {y}})|\leq k|{\vec {x}}-{\vec {y}}|}

### Lokal Lipschitzkontinuitet
En funktion {\displaystyle f({\vec {x}})} sägs vara lokalt Lipschitzkontinuerlig i en punkt {\displaystyle {\vec {a}}} om och endast om det finns någon omgivning kring punkten {\displaystyle {\vec {x}}={\vec {a}}} där funktionen {\displaystyle f({\vec {x}})} är Lipschitzkontinuerlig.

## Egenskaper
Att en funktion är Lipschitzkontinuerlig betyder att dess lutning måste vara begränsad. För en variabel kan man grafiskt tänka sig att en Lipschitzkontinuerlig funktion f kan inneslutas i två koner med axlarna längs x-axeln, vars toppar ligger i en gemensam punkt {\displaystyle x} på funktionen {\displaystyle f} (se bilden).
Ifall det för varje punkt på {\displaystyle f} finns ett {\displaystyle k}, där {\displaystyle k} är lutningen på konernas sidor, så att {\displaystyle f} är helt innesluten av konen, så har vi en lokalt Lipschitzkontinuerlig funktion. Om det dessutom finns ett och samma k för alla punkter på funktionen som gör att {\displaystyle f} alltid ligger inom konen, så kan vi säga att {\displaystyle f} är globalt Lipschitzkontinuerlig.
Då en funktion har en Lipschitzkonstant 0 < k < 1 sägs funktionen vara en sammandragning.
Villkoret för Lipschitzkontinuitet används i Picards sats, som nyttjas för att avgöra existensen för lösningar till differentialekvationer med begynnelsevärden.

## Samband mellankontinuitet, Lipschitzkontinuitet samt deriverbarhet

### Lipschitzkontinuitet och deriverbarhet

är Lipschitzkontinuerlig överallt, men inte deriverbar i x=0.

- En funktion {\displaystyle f} som är deriverbar är också lokalt Lipschitz-kontinuerlig. Då  derivatan av {\displaystyle f} är begränsad, är {\displaystyle f} även globalt Lipschitzkontinuerlig.

Enligt definitionen av riktningsderivata kan riktningsderivatan av funktionen {\displaystyle f({\vec {x}})} skrivas som 
{\displaystyle f'_{\vec {v}}({\vec {x}})\to {f({\vec {x}}+h{\vec {v}})-f({\vec {x}}) \over h},\ h\to 0,\ |{\vec {v}}|=1}
Omskrivning ger
{\displaystyle f({\vec {x}}+h{\vec {v}})-f({\vec {x}})\to f'_{\vec {v}}({\vec {x}})h,\ h\to 0\quad \Rightarrow \quad |f({\vec {x}}+h{\vec {v}})-f({\vec {x}})|\to |f'_{\vec {v}}({\vec {x}})||h|,\ h\to 0}
Detta medför att {\displaystyle f} är lokalt Lipschitzkontinuerlig för alla punkter på  definitionsmängden, eftersom det finns en omgivning kring varje punkt {\displaystyle x} där
{\displaystyle |f({\vec {x}}+h{\vec {v}})-f({\vec {x}})|\to k|h|,\ h\to 0,\ k=|f'_{\vec {v}}({\vec {x}})|}
Detta innebär dock inte att {\displaystyle f} är globalt Lipschitzkontinuerlig, eftersom {\displaystyle f'_{\vec {v}}({\vec {x}})} inte behöver vara obegränsad överallt även om den existerar. Ett exempel är funktionen {\displaystyle g(x)={\sqrt {x}},\ x>0}, vars derivata existerar på hela  definitionsmängden och därför är lokalt Lipschitzkontinuerlig överallt, men som däremot inte är globalt Lipschitzkontinuerlig eftersom {\displaystyle f'(x)\to \infty \ }  då  {\displaystyle \ x\to 0}.
Men då {\displaystyle f'_{\vec {v}}({\vec {x}})} är begränsad på hela  definitionsmängden kan man se att
{\displaystyle |f({\vec {x}}+h{\vec {v}})-f({\vec {x}})|\to |f'_{\vec {v}}({\vec {x}})||h|,\ h\to 0\quad \Rightarrow \quad |f({\vec {x}}+g{\vec {v}})-f({\vec {x}})|\leq |f'_{\vec {v}}|_{max}|g|\quad \Longleftrightarrow \quad |f(x+g)-f(x)|\leq k|g|,\ k=|f'_{\vec {v}}|_{max}}
vilket är  ekvivalent med att {\displaystyle f({\vec {x}})} är globalt Lipschitzkontinuerlig.
- Att en funktion är Lipschitzkontinuerlig medför inte att den samtidigt är deriverbar.

Detta visas enklast genom ett exempel på en funktion som är Lipschitzkontinuerlig men inte deriverbar. Ett sådant exempel är {\displaystyle f(x)=|x|}. I punkten {\displaystyle x=0} saknas derivata, men funktionen är fortfarande Lipschitzkontinuerlig, eftersom funktionen är kontinuerlig och dess lutning är begränsad.

### Lokal och global Lipschitzkontinuitet
- En funktion som är globalt Lipschitzkontinuerlig är även lokalt Lipschitzkontinuerlig i alla punkter. Däremot gäller i allmänhet inte det omvända.

Detta samband kan utläsas direkt ur definitionerna. För en globalt Lipschitzkontinuerlig funktion gäller att för alla punkter {\displaystyle {\vec {x}}} på funktionen så är lutningen till alla punkter {\displaystyle {\vec {x}}+h{\vec {v}}} på funktionen begränsad. Därav följer även att det finns någon omgivning kring alla punkter {\displaystyle {\vec {x}}} där lutningen mellan punkten {\displaystyle x} och alla punkter i den omgivningen är begränsad. 
Funktionen {\displaystyle f(x)=x^{2}} är ett exempel på en funktion som är lokalt Lipschitzkontinuerlig, men inte globalt. Kring varje enskild punkt {\displaystyle x} kan vi hitta en omgivning där lutningen är begränsad, vilket medför att {\displaystyle f} är lokalt Lipschitzkontinuerlig för alla {\displaystyle x}. Däremot kommer lutningen att växa oändligt för stora positiva och negativa {\displaystyle x}. Därför finns ingen Lipschitzkonstant k så att {\displaystyle |f(x+h)-f(x)|\leq k|h|} för alla {\displaystyle x}, och funktionen är därför inte globalt Lipschitzkontinuerlig.

### Kontinuitet och Lipschitzkontinuitet
- Lipschitzkontinuerliga funktioner är även  kontinuerliga.

För en Lipschitzkontinuerlig funktion {\displaystyle f} gäller enligt definitionen att
{\displaystyle |f({\vec {x}}+{\vec {h}})-f({\vec {x}})|\leq k|{\vec {h}}|}
detta uttryck ska gälla för alla {\displaystyle h} och {\displaystyle x} där {\displaystyle x} och {\displaystyle x+h} ligger i  definitionsmängden, vilket ger att det även gäller då {\displaystyle h} går mot 0.
Då {\displaystyle h} går mot 0 får vi direkt
{\displaystyle |f({\vec {x}}+{\vec {h}})-f({\vec {x}})|\to 0\quad \Longrightarrow \quad f({\vec {x}}+{\vec {h}})-f({\vec {x}})\to {\vec {0}}}
vilket är definitionen för  kontinuitet.
- Att en funktion är kontinuerlig medför inte att den även är Lipschitzkontinuerlig

Detta visas enklast genom att hitta en kontinuerlig funktion som inte är Lipschitzkontinuerlig. Ett exempel på detta är {\displaystyle f(x)={\sqrt {|x|}}}.
 Derivatan till denna funktion existerar i alla punkter utom {\displaystyle x=0}. Däremot är {\displaystyle \lim _{x\to 0^{-}}f(x)=\lim _{x\to 0^{+}}f(x)=f(0)=0}, vilket medför att {\displaystyle f} är kontinuerlig. 
Då vi låter {\displaystyle x\to 0^{+}} kommer vi få att {\displaystyle f'(x)={1 \over 2{\sqrt {x}}}\to \infty }. Det saknas alltså en omgivning kring punkten {\displaystyle x=0} där vi har en begränsad lutning på funktionen {\displaystyle f}, vilket innebär att funktionen inte är lokalt Lipschitzkontinuerlig, och därmed inte heller globalt Lipschitzkontinuerlig.